# 阿兰·亨德森
阿兰·莱布鲁克斯·亨德森（英語：Alan Lybrooks Henderson，1972年12月2日—），美国NBA联盟前职业篮球运动员。他在1995年的NBA选秀中第1轮第16顺位被亚特兰大鹰选中。